# Fresna carlo
Fresna carlo är en fjärilsart som beskrevs av Evans 1937. Fresna carlo ingår i släktet Fresna och familjen tjockhuvuden. Inga underarter finns listade i Catalogue of Life.